# Bischmisheim

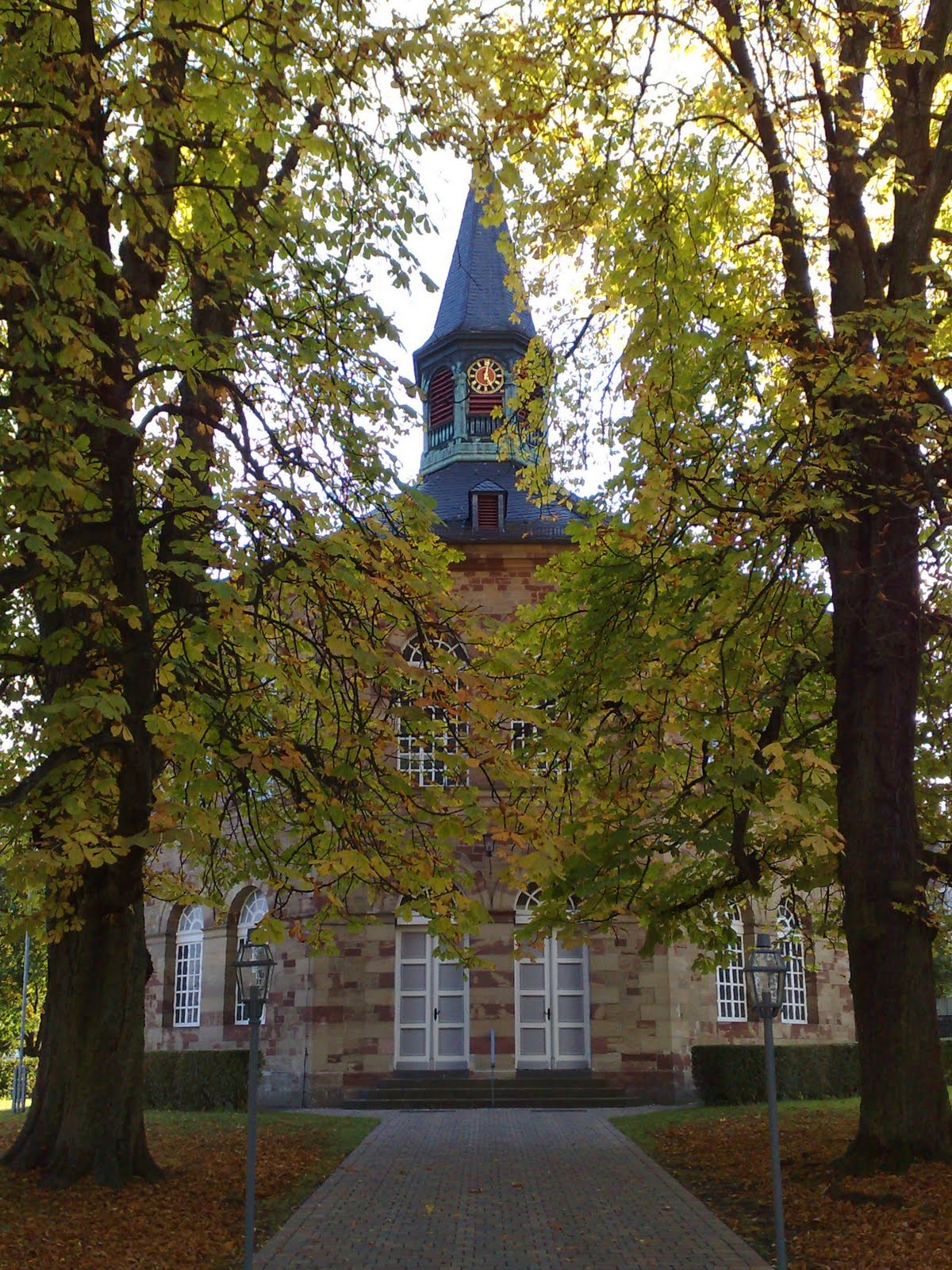
Baudenkmal Evangelische Kirche Bischmisheim, auch Schinkelkirche genannt

Bischmisheim ist ein Stadtteil der saarländischen Landeshauptstadt Saarbrücken im Stadtbezirk Halberg.

## Lage
Bischmisheim liegt auf dem Höhenrücken nördlich der Saar, etwa fünf Kilometer östlich der Innenstadt von Saarbrücken und gehört zu den ältesten Orten des Saarlandes. Vom Wasserturm auf dem „Steinacker“ und vom Naturschutzgebiet in der verlängerten Hochstraße aus bietet sich ein guter Blick auf das Saartal und das kaum sechs Kilometer entfernte Lothringen.

## Geschichte
Im Jahr 884 wird Bischmisheim erstmals urkundlich erwähnt. Auf Bitten des Erzbischofs Fulko von Reims bestätigte Kaiser Karl III. der Reimser Kirche den Besitz von Biscofesheim (Bischofsheim, später Bischmisheim). 1152 wurde Bischmisheim der 1124 gegründeten Propstei St. Remigius bei Kusel unterstellt, die 50 Kilometer nordwestlich von Bischmisheim gelegen ist. Im 13. Jahrhundert wurde Bischmisheim von der Propstei an die Grafen von Saarbrücken verpachtet. In der Reformationszeit ging es nach fast eintausendjähriger Zugehörigkeit zur Reimser Kirche teils durch Schenkung, teils durch Kauf, in den Besitz der Grafen von Nassau-Saarbrücken über.
Die volksetymologische Erklärung des Dorfnamens im erweiterten Remigius-Testament eines unbekannten Verfassers des 9. oder 10. Jahrhunderts als „Ort/Heim des Bischofs“ ist problematisch.
Eine andere Erklärung für den Ortsnamen folgt der vaskonischen Hypothese. Der Münchner Sprachwissenschaftler Theo Vennemann, der diese Hypothese vertritt, verweist darauf, dass existierende Toponyme (Ortsnamen) in der Regel von Neueinwanderern übernommen werden (sprachliches Substrat). Eine auffallende Häufung ähnlicher Namen bei jeweils ähnlicher Geographie wäre demnach ein Indikator für ein existierendes Wort in einer früheren Besiedlungsphase. Die Häufung von „Bischofs-“ Ortsnamen auf jeweils langgezogenen Bergrücken legt die Vermutung nahe, dass dies auch hier der Fall gewesen sein könnte (wobei es sich im Einzelfall natürlich dennoch immer um einen Zufall oder eine andere Herleitung handeln kann). In jedem Fall „passt“ diese topologische Beschreibung eindeutig zu „Bischmisheim“, wie auch zu vielen anderen, ähnlichen Ortsnamen (Bischoffsheim im Elsass, Bischofroda, Bischofsheim in der Rhön). Die vaskonische Hypothese geht von einer alteuropäischen Sprache aus, deren letztes existierende Relikt das Baskische ist. Dort gibt es das Wort „bizkar“, das „Bergrücken“, „langgestreckte Anhöhe in den Bergen“ bedeutet. Diese toponymische Beschreibung trifft exakt auf Bischmisheim zu.
Falls diese Erklärung stimmen sollte, würde dies darüber hinaus bedeuten, dass die Besiedlung des Bischmisheimer Bergrückens in alteuropäischer Zeit erfolgt ist. Demnach wäre das Gebiet des heutigen Ortes Bischmisheim bereits vor der indoeuropäischen Landnahme bewohnt gewesen, also vor dem dritten vorchristlichen Jahrtausend.
Bischmisheim war über Jahrhunderte hinweg ein reines Bauerndorf. Mitte des 18. Jahrhunderts erlebte Bischmisheim mit der Frühindustrialisierung einen kleinen wirtschaftlichen Aufschwung, der sich im 19. Jahrhundert stetig fortsetzte, da sich in nächster Nähe in Brebach und im Scheidter Tal Industriebetriebe ansiedelten. Die Mehrzahl der Einwohner arbeitete nun in der Industrie oder als Handwerker und betrieb die Landwirtschaft nur noch nebenberuflich. Heute gibt es lediglich einige wenige Höfe in Bischmisheim.
Überregional bedeutsam ist die 1824 eingeweihte Schinkelkirche Bischmisheim.
Am 1. Januar 1974 verlor Bischmisheim seine Eigenständigkeit: Im Zuge der Gebiets- und Verwaltungsreform wurde der Ort in die Landeshauptstadt Saarbrücken eingemeindet.
Bischmisheim ist Heimat des Fußballvereins FV 09 Bischmisheim und des Badmintonvereins 1. BC Bischmisheim.
Seit 2009 existiert im Löschbezirk Bischmisheim der Feuerwehr Saarbrücken eine Wettkampfgruppe, die erfolgreich an Feuerwehrleistungswettbewerben nach CTIF im In- und Ausland teilnimmt.

## Wappen
Der ehemaligen Gemeinde wurde am 3. Dezember 1964 ein Wappen genehmigt.
Blasonierung: „Von Gold und Grün in Zick-Zack-Schnitt geteilt, oben ein siebenspeichiges schwarzes Zahnrad, begleitet von zwei schwarzen Ähren, unten ein goldenes Fußspitzkleeblattkreuz.“
Die Farben des Ortsteiles sind Grün - Gelb.
Das Fußspitzkleeblattkreuz steht für die frühere geistliche Dorfherrschaft, die spätere der Grafen von Saarbrücken-Commercy sowie für das Turmkreuz der Dorfkirche. Das Zahnrad stammt aus dem Wappen des Amtes Brebach, das bis zum 1. April 1936 Amt Bischmisheim hieß. Im Verein mit den Ähren weist es auf Industrie und Landwirtschaft als Haupterwerbsquellen der Bürger hin.
Das Wappen wurde von Manfred Deutsch gestaltet.

## Persönlichkeiten
- Irene Bernard (1908–2002), Widerstandskämpferin in der Résistance
- Hermann Neuberger (1919–1992), 7. Präsident des DFB, lebte in Bischmisheim.
- Herbert Binkert (1923–2020), Fußballspieler und -trainer.